# ورزشگاه دانشگاه فینکس

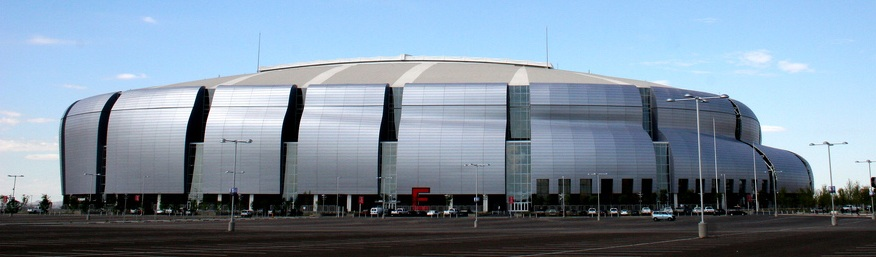

تویوتا دانشگاه فینکس (به انگلیسی: University of Phoenix) تأسیس سال ۲۰۰۶، نام استادیوم سرپوشیدهٔ ورزشی بزرگی در فینکس در آریزونا است
این ورزشگاه خانه تیم آریزونا کاردینالز است، و نزدیک به ۶۳،۴۰۰ نفر ظرفیت دارد.
معمار این ورزشگاه پیتر آیزنمن است.

## پیوند به بیسرون
- وبگاه رسمی